# Kenneth Meshoe
Kenneth Rasalabe Joseph Meshoe (ur. 18 stycznia 1954 w Pretorii) – południowoafrykański teolog, działacz społeczny i religijny, deputowany do Parlamentu Południowej Afryki z ramienia założonej przez siebie Afrykańskiej Partii Chrześcijańsko-Demokratycznej.

## Życiorys
W 1975 roku ukończył studia pedagogiczne na Uniwersytecie Limpopo. Następnego roku dołączył do organizacji Chrystus Dla Wszystkich Narodów oraz pracował jako nauczyciel nauczyciel do 1980 roku.
W latach 1987–1988 studiował teologię na Shekinah Bible Institute w Kingsport. Po ukończeniu studiów wrócił do RPA, gdzie wraz z żoną założył związek wyznaniowy o nazwie Hope of Glory Tabernacle; w 2014 roku liczył on 4 tys. wiernych.
W 1994 roku otrzymał tytuł doktora honoris causa od Bethel Christian College w Riverside.

### Działalność polityczna
W grudniu 1993 roku założył Afrykańską Partię Chrześcijańsko-Demokratyczną, a następnego roku uzyskał mandat posła do Parlamentu Południowej Afryki.
W 1996 roku zagłosował przeciwko wprowadzeniu nowej konstytucji.

## Poglądy
Kenneth Meshoe negatywnie wypowiadał się na temat osób homoseksualnych oraz opowiadał się za całkowitym zakazem przeprowadzania aborcji.
Wyraził poparcie dla Izraela, nazywając go również "państwem apartheidu".

## Życie prywatne
Ma żonę Lydię, z którą prowadzi związek wyznaniowy oraz placówkę medyczną zapewniającą testy na obecność wirusa HIV oraz udzielającą porady dotyczących zdrowia reprodukcyjnego.